# Ficus deltoidea
Ficus deltoidea là một loài thực vật có hoa trong họ Moraceae. Loài này được Jack mô tả khoa học đầu tiên năm 1822.

## Hình ảnh

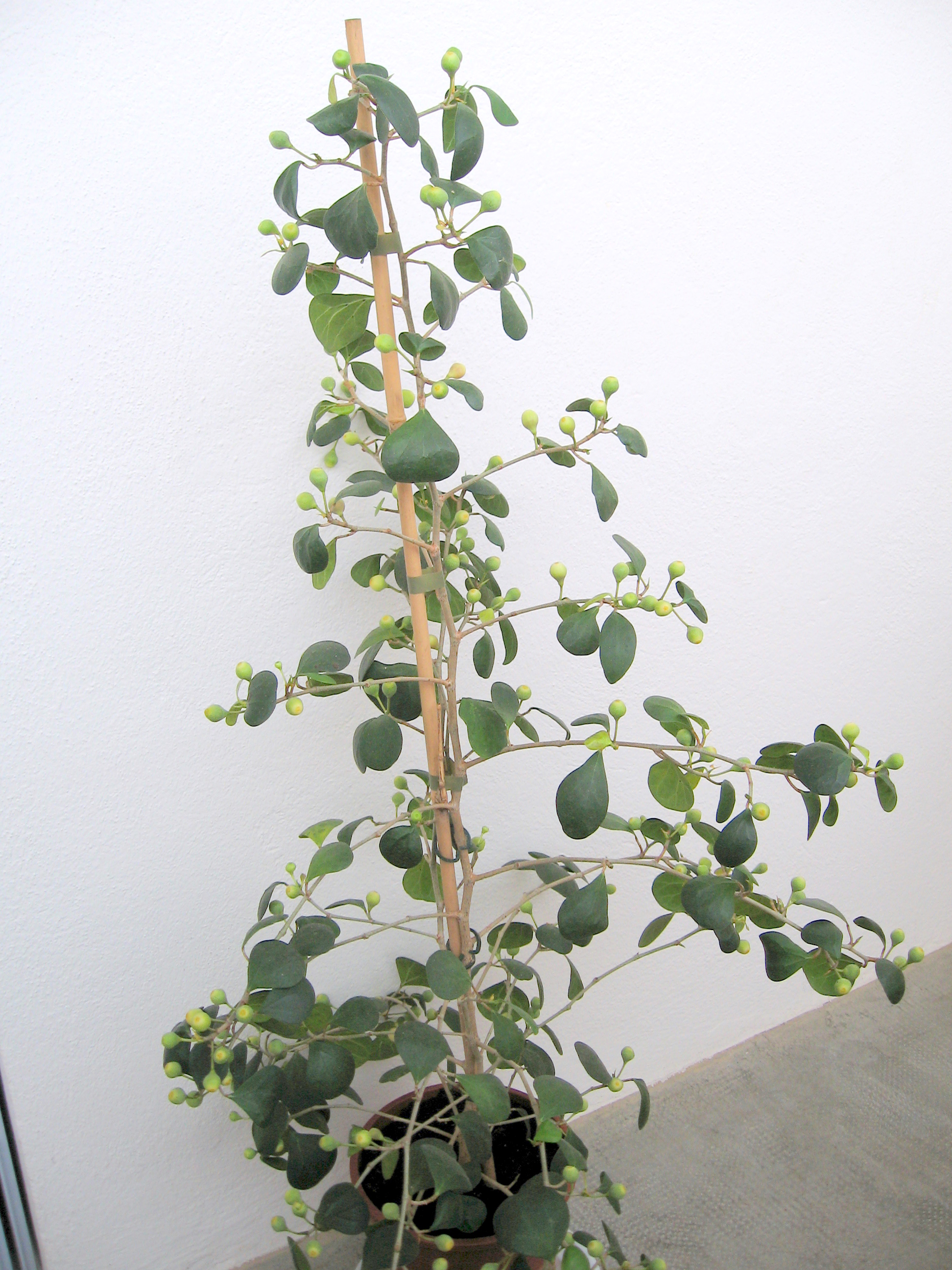
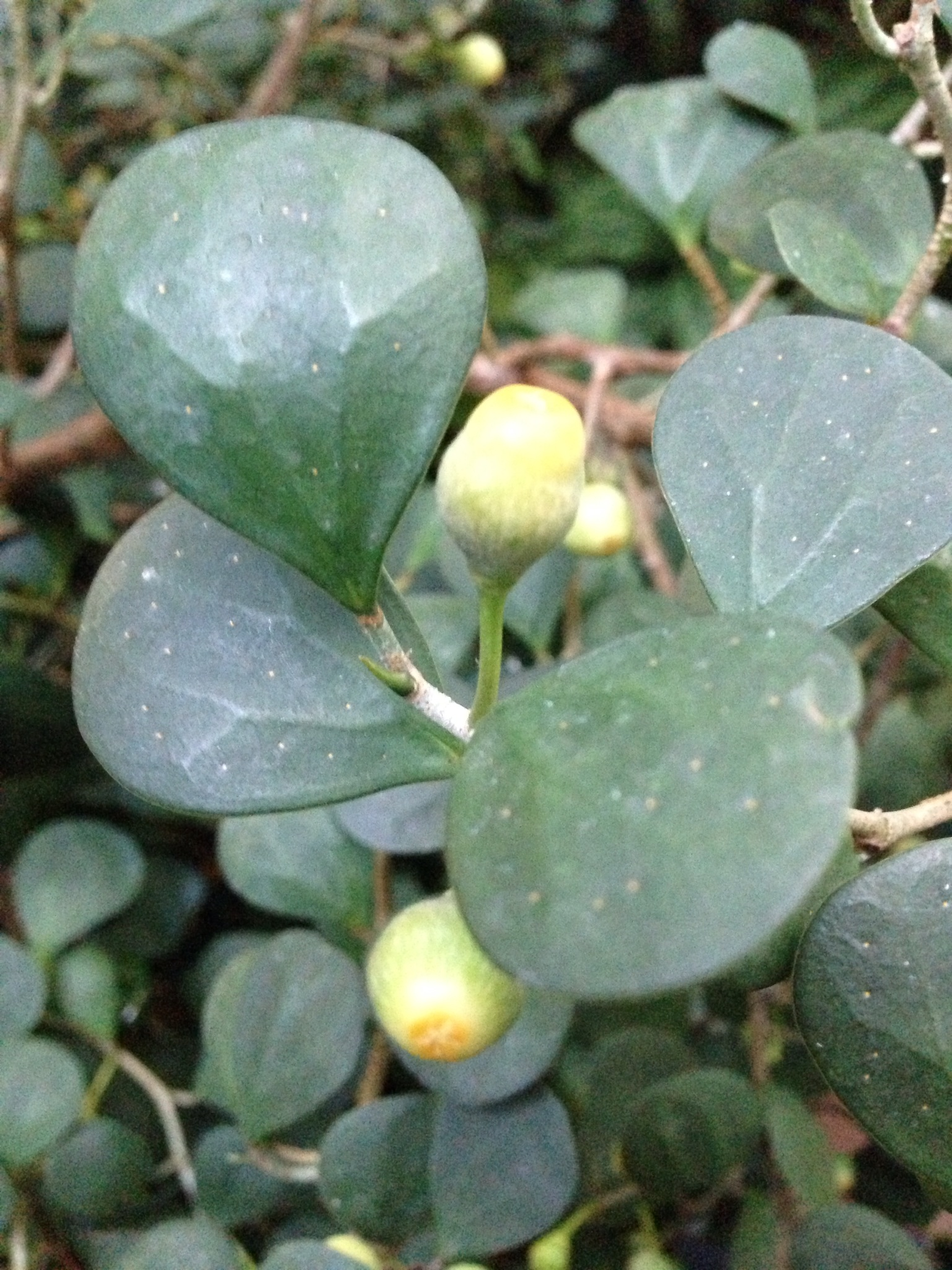
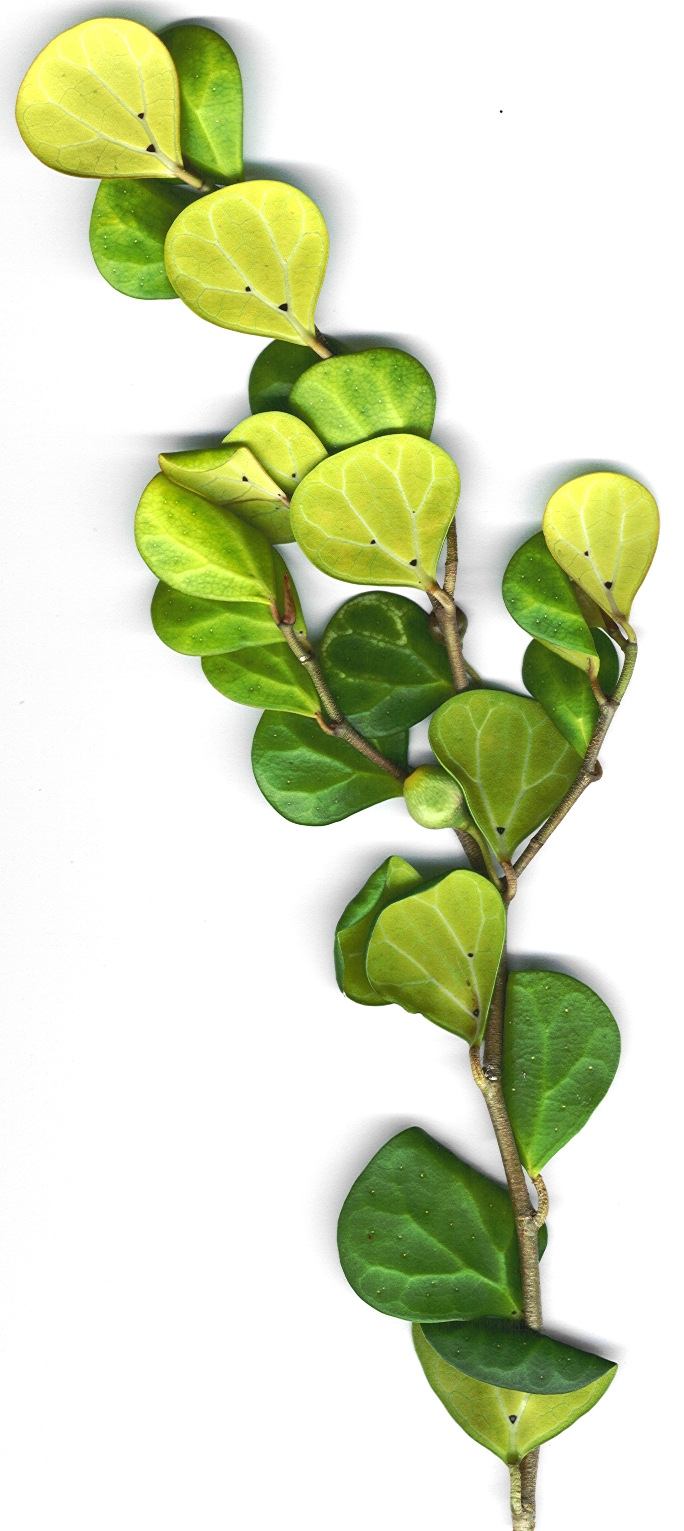
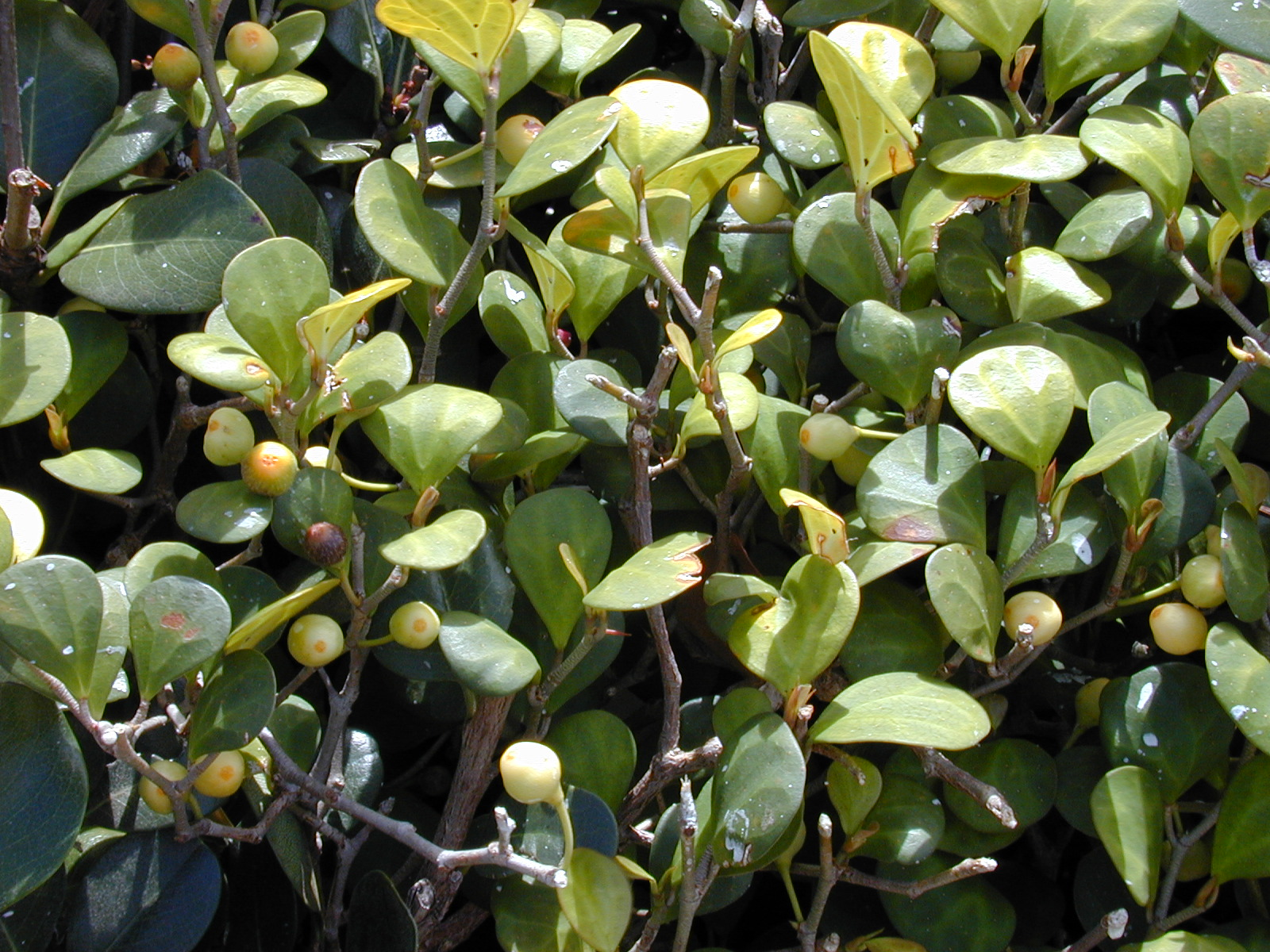